# Aceguá (Brasilien)
Aceguá, amtlich portugiesisch Município de Aceguá, ist eine Kleinstadt im Bundesstaat Rio Grande do Sul im Süden Brasiliens. Die amtliche Schätzung der Bevölkerungszahl betrug zum 1. Juli 2020 4942 Einwohner (Zensus 2010: 4394 Einwohner), die Aceguaenser genannt werden. Das Gemeindegebiet ist im Verhältnis zur Bevölkerung groß, die Einwohnerdichte beträgt 2,8 Personen pro km².
Die Stadt liegt an der brasilianisch-uruguayischen Grenze in unmittelbarer Nachbarschaft zur gleichnamigen uruguayischen Stadt Aceguá. Hier befindet sich ein offizieller Grenzübergang. Die Entfernung zum nordöstlich gelegenen Porto Alegre beträgt 430 km. Benachbart sind die Orte Bagé, Pedras Altas, Candiota, Hulha Negra.